# 苯并［j］苊蒽
苯并[j]苊蒽是一种有机化合物，化学式为C20H12。它可以苯并[a]蒽-7-乙酸为原料，经多步反应制得。它是一种环境污染物，空气中飘浮的苯并[j]苊蒽颗粒具有致癌风险。